# Renta zapóźnienia
Renta zapóźnienia – korzyść ekonomiczna wynikająca z pominięcia pewnych etapów rozwoju. Podmiot zacofany gospodarczo (np. państwo) unika w ten sposób powtarzania niekorzystnych procesów, kopiuje natomiast gotowe, sprawdzone rozwiązania bez ponoszenia większych kosztów, związanych z dochodzeniem do nich. 
Przykładem może być wprowadzenie kart płatniczych zamiast uciążliwego obrotu czekowego w polskiej bankowości w okresie transformacji, podczas gdy w państwach zachodnich jest on nadal obecny, niejako ze względów tradycyjnych.  